# Le Magny, Indre

Le Magny este o comună în departamentul Indre, Franța. În 1 ianuarie 2022 avea o populație de 1.015 de locuitori.